# La Tormenta
La Tormenta – minialbum amerykańskiej wokalistki i autorki tekstów piosenek, Christiny Aguilery, który został wydany 30 maja 2022 roku nakładem wytwórni Sony Music Latin. Jest to druga część większego projektu, na który złożą się trzy albumy EP (ostatecznie utworzą one dziewiąty album studyjny wykonawczyni pt. Aguilera).
W pracach przy płycie uczestniczyli między innymi producenci Federico Vindver, Rafa Arcaute i Jean Rodríguez oraz argentyńska piosenkarka Tini. Minialbum promowany był przez singel „Suéltame”.

## Informacje o albumie
Premiera minialbumu odbyła się 30 maja 2022 roku. Wydawnictwo miało ukazać się o kilka dni wcześniej, ale plany pokrzyżowała strzelanina w Uvalde z 24 maja (Aguilera poinformowała w mediach społecznościowych, że nie udostępni nowej muzyki z szacunku do ofiar tragedii).

## Recenzje
Na łamach Billboardu Jessica Ruiz stwierdziła, że wokal Aguilery jest silny, a sama wokalistka „wykazuje zdolność do eksperymentowania z latynoskimi melodiami, jednocześnie zachowując swoją popową esencję”. W recenzji dla serwisu Prime News Albert Nowicki napisał, że minialbum jest „piorunujący”. Uznał, że La Fuerza i La Tormenta złożą się na „rewelacyjny longplay”, chwalił warstwę liryczną piosenki „Brujería”, a jako najlepszy utwór na trackliście wskazał „Traguito” (nagranie nazwał „hymnem par, małżonków, skłóconych kochanków” oraz „pewnym przebojem”).
Stephanie Martinez, dziennikarka portalu CusicaPlus, zauważyła, że La Tormenta została zrealizowana przez „uznanych kompozytorów i producentów” i znalazła się na niej „znakomita współpraca” z Tini.

## Historia wydania
| Region | Data         | Format                      | Wytwórnia        | Źródło |
| ------ | ------------ | --------------------------- | ---------------- | ------ |
| Polska | 30 maja 2022 | digital download            | Sony Music Latin | [ 4 ]  |
| Świat  | 30 maja 2022 | digital download, streaming | Sony Music Latin | [ 5 ]  |